# Cascate Khumbu
La seraccata del Khumbu è una cascata di ghiaccio che si sviluppa sul ghiacciaio Khumbu.
La seraccata si trova in Nepal, sul fianco del monte Everest non lontana dal campo base utilizzato per le scalate della montagna più alta del mondo e a ovest della sua vetta.

## Descrizione
Essa è considerata come una delle fasi più pericolose dell'ascensione alla vetta dell'Everest dal fianco sud.
Il ghiacciaio Khumbu, che forma la seraccata, si muove a una velocità tale che grandi crepacci si aprono improvvisamente. Le torri di ghiaccio o seracchi che si trovano sulla cascata di ghiaccio sono noti per crollare improvvisamente. Enormi blocchi di ghiaccio rotolano lungo il ghiacciaio di volta in volta, ma variano nel formato da grandi quanto un'auto a blocchi di dimensioni gigantesche, grandi quanto una casa. Si stima che il ghiacciaio avanzi di 0,9 - 1,2 metri al giorno.

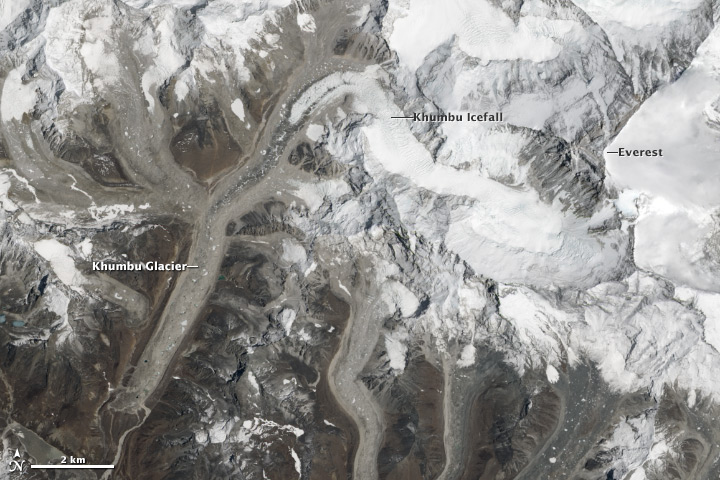
La Seraccata del Khumbu (Khumbu Icefalls) in relazione all'Everest.

## Incidenti
Dal momento che le strutture sono in continua evoluzione, attraversarle è estremamente pericoloso. Anche usando corde e scale, spesso non si riesce a evitare la perdita di vite umane. Molti alpinisti sono morti in questo settore, fra questi uno scalatore è stato investito da un blocco di ghiaccio alto quanto un palazzo di 12 piani. Crepacci esposti possono essere facili da evitare, ma crepacci coperti dalla neve richiedono l'attraversamento di pericolosi ponti di neve che possono cedere senza preavviso. Il problema riguarda soprattutto gli sherpa, che passano decine e decine di volte per il Khumbu trasportando materiali.

### Valanga del 2014
Circa alle 06:30 ora locale del 18 aprile 2014, 25 sherpa nepalesi sono stati travolti da una valanga sulla seraccata e 16 hanno perso la vita.

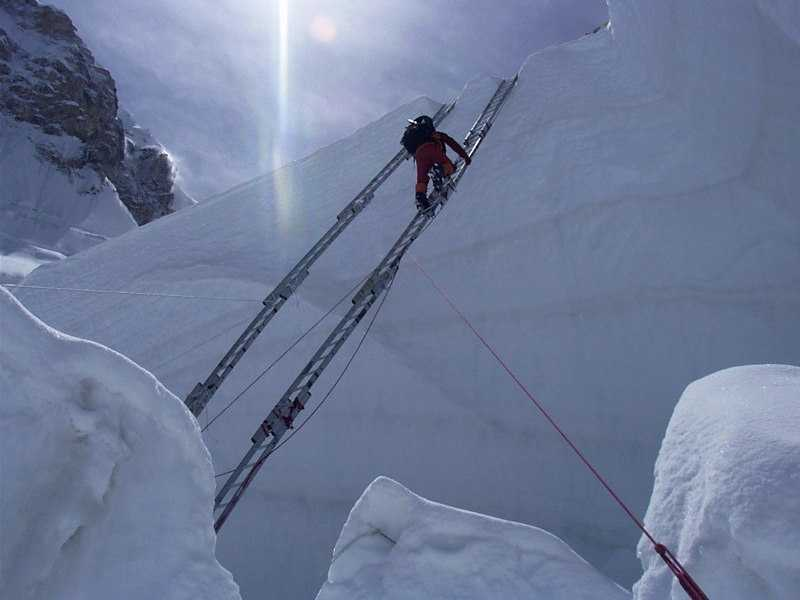
Alpinista nell'ultimo tratto della via di salita sulla seraccata.